# Конопниця (гміна, Люблінський повіт)
Гміна Конопниця (пол. Gmina Konopnica) — сільська гміна у східній Польщі. Належить до Люблінського повіту Люблінського воєводства.
Станом на 31 грудня 2011 у гміні проживало 12369 осіб.

## Площа
Згідно з даними за 2007 рік площа гміни становила 92.75 км², у тому числі:
- орні землі: 90.00%
- ліси: 5.00%

Таким чином, площа гміни становить 5.52% площі повіту.

## Населення
Станом на 31 грудня 2011:
| Опис     | Загалом | Загалом | Чоловіки | Чоловіки | Жінки | Жінки |
| -------- | ------- | ------- | -------- | -------- | ----- | ----- |
| одиниця  | осіб    | %       | осіб     | %        | осіб  | %     |
| все      | 12369   | 100     | 6076     | 49.12    | 6293  | 50.88 |
| міське   | 0       | 100     | 0        |          | 0     |       |
| сільське | 12369   | 100     | 6076     | 49.12    | 6293  | 50.88 |

## Сусідні гміни
Гміна Конопниця межує з такими гмінами: Белжице, Ясткув, Неджвиця-Дужа, Войцехув.